# The Nexus Event
«The Nexus Event» (с англ. — «Событие Нексуса») — четвёртый эпизод  первого сезона американского телесериала «Локи», основанного на одноимённом персонаже Marvel Comics. В этом эпизоде «Управление временными изменениями» (УВИ) арестовывает альтернативные версии персонажа. События эпизода происходят в медиафраншизе «Кинематографическая вселенная Marvel» (КВМ), и он напрямую связан с фильмами франшизы. Сценарий к нему написал Эрик Мартин, а режиссёром выступила Кейт Херрон.
Том Хиддлстон вновь исполняет роль Локи из серии фильмов, в то время София Ди Мартино исполняет роль женской версии персонажа по имени Сильвия. В эпизоде также появляются Гугу Мбата-Роу, Вунми Мосаку, Саша Лэйн и Оуэн Уилсон. Херрон присоединилась к сериалу в августе 2019 года. Съёмки проходили на «Pinewood Atlanta Studios» и в мегаполисе Атланты.
Эпизод «Событие Нексуса» был выпущен на стриминговом сервисе «Disney+» 30 июня 2021 года.

## Сюжет
Во флэшбэке Равонна Ренслейер из организации «Управления временными изменениями» (УВИ) арестовывает молодую Сильвию за преступление против «Священной линии времени», однако молодая Сильвия крадёт тэмпад Ренслейер и сбегает во временную линию.
В настоящее время агент УВИ Мобиус М. Мобиус просит Ренслейер о встрече с Охотником С-20, но Ренслейер утверждает, что она умерла от психического расстройства. В 2077 году, во время разрушения луны «Ламентис-1», Сильвия и Локи, оказавшиеся в затруднительном положении, образуют романтическую связь, создавая уникальную ответвлённую временную линию. УВИ засекают эту линию и приходят, чтобы спасти и арестовать пару.
Вернувшись в штаб-квартиру, Мобиус временно запирает Локи во временной петле, в которой последний постоянно подвергается нападению своей знакомой Сиф, прежде чем вытащить его на допрос. Локи раскрывает, что все работники УВИ являются временными вариантами, но изначально сомневающийся Мобиус отправляет его обратно в петлю. Однако позже, Мобиус тайно крадёт тэмпад Ренслейер, на котором он находит запись её интервью с психически здоровой C-20, которая подтверждает заявление Локи. Тем временем психически расстроенная Охотник B-15 приводит Сильвию в Алабаму 2050 года и просит последнюю показать ей воспоминания о своей прошлой жизни, изучая при этом свою истинную сущность.
Мобиус снова освобождает Локи, но им противостоят Ренслейер и минитмены УВИ. Мобиус публично признаёт себя вариантом, в результате чего, Ренслейер «удаляет» Мобиуса. Ренслейер отводит Локи и Сильвию к Хранителям времени, во время чего Сильвия спрашивает Ренслейер, зачем она выдернула её из её времени, но Ренслейер утверждает, что не помнит. Хранители времени приказывают удалить Локи и Сильвию, но B-15 освобождает пару от их ограничителей. Вместе трое сражаются и побеждают Ренслейер и охранников Хранителей времени, хотя B-15 теряет сознание. Сильвия обезглавливает одного из Хранителей времени, и пара узнаёт, что все они являются андроидами. Локи пытается что-то сказать Сильвии, но Ренслейер приходит в себя и «удаляет» Локи. Разгневанная Сильвия одолевает её и требует правды.
В сцене посреди титров Локи просыпается в Пустоте, где он встречает других вариантов самого себя, которые призывают его присоединиться к ним, чтобы выжить.

## Производство

### Разработка
К октябрю 2018 года «Marvel Studios» разрабатывала мини-сериал с участием Локи (Том Хиддлстон) из фильмов Кинематографической вселенной Marvel (КВМ). В ноябре генеральный директор Disney Боб Айгер подтвердил, что «Локи» находится в разработке. В августе 2019 года Кейт Херрон была нанята в качестве режиссёра сериала. Херрон и главный сценарист Майкл Уолдрон, наряду с Хиддлстоном, Кевином Файги, Луисом Д’Эспозито, Викторией Алонсо и Стивеном Бруссардом стали исполнительными продюсерами. Сценарий к эпизоду, который называется «Событие Нексуса», написал Эрик Мартин.

### Сценарий
Показ первой «настоящей истории любви» Локи был частью первоначального замысла Уолдрона для «Локи», и он чувствовал, что для персонажа было бы правильно, если бы это было между ним и альтернативной версией его самого, женским вариантом Сильвией. Херрон добавила, что «просто с точки зрения идентичности, было интересно разобраться в том», как они оба формируют эти отношения, и она была осторожна, чтобы дать им «пространство для дыхания и углубиться в это так, чтобы это чувствовалось заслуженным». Их отношения были одним из аспектов сериала, который Херрон решила усилить во время остановки производства в связи с пандемией COVID-19. Момент, который два персонажа разделяют на Ламентис-1, во время которого они задаются вопросом, есть ли что-то большее в их дружбе, создаёт «прямую ветвь вверх» на Священной временной линии, что, по словам Уолдрона, было «именно тем, что могло бы привести в ужас» Управление временными изменениями (УВИ).
Охотник Б-15 видит в эпизоде воспоминания о своей прошлой жизни, но то, что она видит, не раскрывается зрителям, и актриса Вунми Мосаку также не знала о специфике того, что персонаж видел во время съёмок сцены. Оуэн Уилсон чувствовал, что как только Мобиус М. Мобиус узнал, что он является вариантом, у него начинают возникать те же вопросы, что и у Локи по прибытии в УВИ: «Что это за организация? И достойно ли она его преданности?» Гугу Мбата-Роу заявила, что Равонна Ренслейер чувствовала, что Мобиус, её единственный друг, предал её, когда он поменял их темпады и, таким образом, предаёт его, удалив его. Уилсон добавил, что предательство Ренслейер было «довольно шокирующим», но добавил, что «во всём сериале люди не совсем те, кем они кажутся».

### Подбор актёров
Главные роли в эпизоде исполняют Том Хиддлстон (Локи), София Ди Мартино (Сильвия), Гугу Мбата-Роу (Равонна Ренслейер), Вунми Мосаку (Охотник B-15), Саша Лэйн (Охотник C-20) и Оуэн Уилсон (Мобиус М. Мобиус):43:49–44:28. Также в эпизоде появляются Ричард Э. Грант (Классический Локи), Джек Вил (Ребёнок Локи), ДеОбия Опарей (Хвастливый Локи) и Кэйли Флеминг (молодая Сильвия):45:13–45:26; 45:53. Джейми Александр появляется в роли Сиф, хотя в титрах она не указана.

### Съёмки и визуальные эффекты
Съёмки проходили в павильонах студии «Pinewood Atlanta» в Атланте, Джорджия:9, где режиссёром стала Кейт Херрон, а Отем Дюральд Аркапоу выступила в качестве оператора:2. Натурные съёмки проходили в мегаполисе Атланты. Визуальные эффекты были созданы компаниями «Method Studios», «Rise», «FuseFX», «Cantina Creative», «Luma Pictures», «Digital Domain», «Crafty Apes», «Industrial Light & Magic» и «Rodeo FX»:46:58–47:18.

### Музыка
В эпизоде звучит «Лебедь» Камиля Сен-Санса в исполнении Клары Рокмор, которая играла на терменвоксе, и её сестры, пианистки Нади Рейзенберг:47:26; терменвокс был одним из инструментов, который Херрон и композитор сериала Натали Холт хотели использовать для создания музыки к сериалу. «If You Love Me (Really Love Me)» от Бренды Ли также звучит во время финальных титров эпизода.

## Маркетинг
После выхода эпизода Marvel анонсировала товары, вдохновлённые этим эпизодом, в рамках своей еженедельной акции «Marvel Must Haves» для каждого эпизода сериала, включая футболки на основе «классических плакатах производительности» УВИ, другую одежду и аксессуары, фигурки Ренслейер и Охотника B-15 от «Funko Pops» и фигурку Мобиуса от Marvel Legends. Marvel также выпустила рекламный плакат для эпизода, в котором фигурируют Хранители времени и Мисс Минуты, призывая фанатов не спойлерить сюрпризы эпизода.

## Релиз
Эпизод «Событие Нексуса» был выпущен на «Disney+» 30 июня 2021 года.

## Реакция
Агрегатор рецензий «Rotten Tomatoes» присвоил эпизоду рейтинг 86 % со средним баллом 7,58/10 на основе 28 отзывов. Консенсус критиков на сайте гласит: «С трудом завоёванная химия между Томом Хиддлстоном и Софией Ди Мартино помогает закрепить „Событие Нексуса“, шокирующую часть, которая перестраивает доску, при этом дразня захватывающими новыми переменными для Бога хитрости».
Алан Сепинуолл из «Rolling Stone» заявил, что эпизод был «захватывающим, пронзительным часом телевидения, который предлагал знакомое, успокаивающее ощущение того, что в результате всё, что было раньше, стало более важным». Говоря о явной кончине Мобиуса, Сепинуолл не верил, что Уилсон закончил с этим шоу, но чувствовал, что если бы это было так, «шоу действительно получило большую ценность от Уилсона, не только в болтовне с Хиддлстоном, но и в том, как он помог придать человеческое и родственное лицо более важным вопросам шоу о личности и свободе воли». Он также наслаждался всеми «комедийными и драматическими возможностями», которые представляли различные варианты Локи в сцене посреди титров, и пришёл к выводу, что «„Локи“ делает именно то, что должна делать драматический сериал, и он работает на полную мощность». Дав эпизоду оценку «B», Кэролайн Сиде из «The A.V. Club» сказала, что «только первоклассная игра и интригующая дразнилка в середине титров превращают этот эпизод из заполнителя в нечто более соблазнительное». Она чувствовала, что в эпизоде было «много сидения и ожидания, пока персонажи разберутся в том, что мы уже знаем», полагая, что дополнительным недостатком было то, что сериал «хочет быть шоу, полным поворотов и шокирующих открытий, но сценарий недостаточно умён, чтобы на самом деле снять это ощущение озорного веселья». Кроме того, Сиде назвала любовь Локи к Сильвии «поистине диким эмоциональным якорем» и заявила, что сцена посреди титров была «дразнящей насмешкой над тем, что „Локи“ может, наконец, расширить свой мир во что-то менее ограниченное». Адам Б. Вэри и Моника Мари Соррилья из «Variety» заявили, что «Событие Нексуса» «положительно сходит с ума от меняющих игру сюжетных поворотов».
Сиддхант Адлаха из «IGN» более критично отнёсся к эпизоду, поставив ему 5 баллов из 10. Он чувствовал, что «Событие Нексуса» было «составлено из нескольких интересных моментов и сцен, небольших моментов персонажей и переговоров, которые, как ему кажется, должны привести к чему-то более убедительному», и считал, что сериал «бежал на месте», теряя «некоторую срочность и волнение» из прошлых эпизодов. Адлаха не согласился с указанием на то, что Священная временная линия, погружённая в хаос, была сведена к «простому отвлечению внимания, с которым разобрались за кадром», что создало «странное искажение собственной механики шоу и того, как оно представляло этот огромный клиффхэнгер». В то же время, он продолжал хвалить музыку Холт, называя её «возбуждающей и странной», и назвал сцену посреди титров «первым разом, когда шоу продвинулось вперёд каким-либо весёлым или значимым образом за несколько недель».